# Bang and Blame
Bang and Blame è un brano della band statunitense R.E.M.. La canzone è il secondo singolo estratto dal nono album della band Monster (1994).

## Successo commerciale
Il singolo fu il maggiore successo del gruppo negli Stati Uniti dai tempi di Shiny Happy People e l'ultimo ad arrivare tra le prime quaranta posizioni della Billboard Hot 100. Fu inoltre il loro unico singolo a raggiungere la prima posizione in Canada. Nonostante l'ottimo successo, il brano non è stato inserito nel greatest hits del gruppo In Time del 2003.

## Tracce

### 12" and CD Maxi-Single
1. "Bang and Blame" (edit) – 4:51
2. "Losing My Religion" (live)1 – 5:24
3. "Country Feedback" (live)1 – 5:03
4. "Begin the Begin" (live)1 – 3:47

### 7", Cassette and CD Single
1. "Bang and Blame" (album version) – 5:30
2. "Bang and Blame" (instrumental version) – 5:30

## Classifiche
| Classifica (1994/95)          | Posizione massima |
| ----------------------------- | ----------------- |
| Australia                     | 29                |
| Belgio (Fiandre)              | 22                |
| Canada                        | 1                 |
| Finlandia                     | 10                |
| Francia                       | 44                |
| Germania                      | 74                |
| Irlanda                       | 14                |
| Nuova Zelanda                 | 17                |
| Paesi Bassi                   | 24                |
| Regno Unito                   | 15                |
| Stati Uniti                   | 19                |
| Stati Uniti (alternative)     | 1                 |
| Stati Uniti (mainstream rock) | 3                 |
| Stati Uniti (pop)             | 13                |